# Racing Club Vichy football
Pour les articles homonymes, voir Racing Club Vichy.
Dernière mise à jour : 19 juin 2025.
Le Racing Club Vichy football est un club de football français basé à Vichy, dans le département de l'Allier. Il évolue en Régional 2 (7e division) pour la saison 2024-2025.

## Histoire
Le Racing Club Vichy football est, à l'origine, l'une des sections du club omnisports du Racing club de Vichy, lui-même né en 1945 de la fusion de trois clubs omnisports : l'USV (Union Sportive de Vichy, avec ses sections athlétisme, basket et rugby), le Sporting Club (football) et le Boxing Club.
Le RC Vichy football comprend, lors de la saison 1945-1946, onze équipes, dont une équipe professionnelle évoluant en deuxième division groupe Sud (sous la direction de l’entraîneur - joueur international tchèque Karel Hes), et dix équipes amateurs. L'équipe professionnelle repart du niveau amateur lors de la saison suivante et opère une montée la menant en CFA lors de la saison 1948-1949.
Elle s'y maintient de 1948 à 1969, avec une descente durant la saison 1960-1961.
Le 22 mars 1951, le RC Vichy football devient indépendant du RC Vichy omnisports. Son premier président est Pierre Coulon, maire de Vichy. Arrivé au début de la saison 1952-1953 en tant que directeur sportif, Jean Marlot applique de nouvelles méthodes de travail à l'équipe, plus sérieuses. Il fait jouer de jeunes joueurs vichyssois venus du club et organise plusieurs entraînements par semaine. Les résultats ne tardent pas, car le RC Vichy football termine premier du groupe Sud-Ouest.
La saison 1955-1956 est marquée par le match de 16es de finale de la coupe de France opposant Vichy à l'OGC Nice, champion de France en titre, durant lequel les vichyssois s'inclinent 2 à 1 après avoir posé des difficultés à leur adversaire. L'équipe parvient au même niveau en 1961 contre l'Arado d'Orléans (défaite 3-1) et en 1966 face à Sochaux (défaite 3-1). 
En 1962 le club perdure en CFA en ouvrant la compétition face au SC Draguignan : 1-1. CFA première journée, RC Vichy - Draguignan 1-1
Le club rétrograde en 1968 et ne connaît un renouveau qu'au début des années 1980 en accédant en 4ème Division nationale, sous la présidence de Jean Griffet et l’entraîneur Georges Goutorbe.
Le RCV football devient champion d'Auvergne en 1999 et monte en CFA 2, mais pendant une saison seulement. Il parvient en 8e position à l'issue de la saison 2003-2004 et 2e en 2004-2005, participant de ce fait aux barrages pour accéder au CFA 2, se concluant par un échec face à Montélimar. Il a échappé à la relégation en division d'honneur régionale en 2011 malgré le match nul contre Domérat (1-1), profitant également du match nul de la réserve de Cournon-d'Auvergne face à Ambert (0-0).
Le parcours en Division d'Honneur se termine lors de la saison 2011-2012, après un match catastrophique à Riom le 20 mai, entraînant la relégation,.
Le club évolue en DHR et commence bien la saison 2012-2013 avec une victoire face à Ally-Mauriac (3-1) le 8 septembre 2012 ; en outre, lors du 2e tour de la Coupe de France le 2 septembre, Vichy s'est imposé à Ferrières-sur-Sichon sur le score de 4 à 0, mais l'équipe adverse avait déposé une réclamation concernant la participation d'un nombre de joueurs titulaires d'une licence « mutation » supérieur à celui autorisé pour le club de Vichy (5 au lieu de 4 pour la saison 2012-2013), par conséquent, Vichy a perdu par pénalité et est donc éliminé de la Coupe de France,. Le 2 juin 2013, le club retrouve le championnat honneur en battant Lempdes 1 à 0.
Lors de la saison 2014-2015, le club a reçu Dijon au 7e tour de la Coupe de France mais s'incline très lourdement 9 buts à 0.
Le club termine la saison 2015-2016 par une victoire face à la réserve du FC Cournon-d'Auvergne 3 à 2, le 5 juin 2016 à Gannat ; elle finit à la cinquième place du championnat Honneur Auvergne.
Lors de la saison 2017-2018, le club finit à la dernière place du championnat de Régional 1 Auvergne-Rhône-Alpes Poule Ouest (17 points, quatre victoires) après une défaite 4-0 contre Cournon le 2 juin 2018 lors de la 26e et dernière journée ; le RCV foot est relégué en Régional 2 (7e division).
Lors de la saison 2018-2019, le RC Vichy football a évolué en Régional 2 ; il aura connu un changement de président (Jean-Louis Laugier remplacé par Younes Mezrari). Il a fallu attendre la dernière journée du championnat et une victoire contre le SCA Cusset, par 2 buts à 0, le 2 juin 2019, pour que le club retrouve enfin la 6e division pour la saison 2019-2020, division qu'elle quitte en 2024 malgré une victoire contre Villefranche Beaujolais.

## Logo

Logo jusqu'en 2018.
Logo depuis 2018.

## Personnalités

### Effectif
Le club compte 384 licenciés évoluant dans trois équipes seniors (équipe A en division d'honneur, B en promotion d'honneur et C en deuxième division de district).

#### Joueurs remarquables
Le club a connu plusieurs joueurs :
- Sylvain Legwinski, champion de France avec l'AS Monaco en 1997 ;
- Bertrand Laquait, né à Vichy, gardien ;
- Stéphane Laquait ;
- Wilfried Moimbé, né à Vichy, évoluant au FC Nantes ;
- Julien Darui.

### Présidents
| Début         | Fin           | Président(s)                    |
| ------------- | ------------- | ------------------------------- |
| 1968          | 1970          | Elie Chekroun                   |
| années 1980   | années 1980   | Jean Griffet                    |
| 1998          | 2018          | Jean-Louis Laugier              |
| 2018          | mars 2020     | Younes Mezrari                  |
| mars 2020     | décembre 2020 | Arnaud Gardet                   |
| décembre 2020 | juin 2025     | Pierre Guyot et Thierry Coutard |
| juin 2025     | en cours      | Alain Loriolle.                 |

### Entraîneurs
| Début         | Fin           | Entraîneur                         |
| ------------- | ------------- | ---------------------------------- |
| 1945          | 1946          | Édouard Wawrzeniak                 |
| 1946          |               | Karel Hess                         |
| 1947          | 1949          | René Llense                        |
| 1955          | 1956          | Julien Darui                       |
| (1960)        | (1961)        | Simon Zimny                        |
| 1966          | 1967          | Maurice Lafont                     |
| années 1980   | années 1980   | Georges Goutoube                   |
| 1989          | 1993          | Dominique Morabito                 |
| ?             | ?             | Gérard Verstraete[réf. nécessaire] |
| ?             | ?             | Daniel Nebout[réf. nécessaire]     |
| années 1990   | années 1990   | Fadil Vokrri                       |
| (1999)        |               | Alain Debaut                       |
| mars 2001     | mai 2002      | Jean-Marc Ferratge                 |
| 2002          | 2003          | Anthony Archimbault                |
| août 2003     |               | Jérôme Cintas                      |
| 2004          | 2007          | Alain Debaut                       |
| 2007          | 2011          | Emmanuel Desgeorges                |
| 2011          | 2016          | Stéphane Dief                      |
| juillet 2016  | novembre 2016 | Vincent Gaudron                    |
| novembre 2016 | juin 2018     | Axel Combe                         |
| août 2018     |               | Serigne Diaw                       |
| 2019          | 2020          | Christophe Vrevin                  |
| 2020          | 2021          | Guillaume Morosi                   |
| 2021          | 2022          | Pierre-Alexis Groisne Pitiot       |
| 2022          | 2024          | Jean-Rémi Ferraton                 |

## Infrastructures

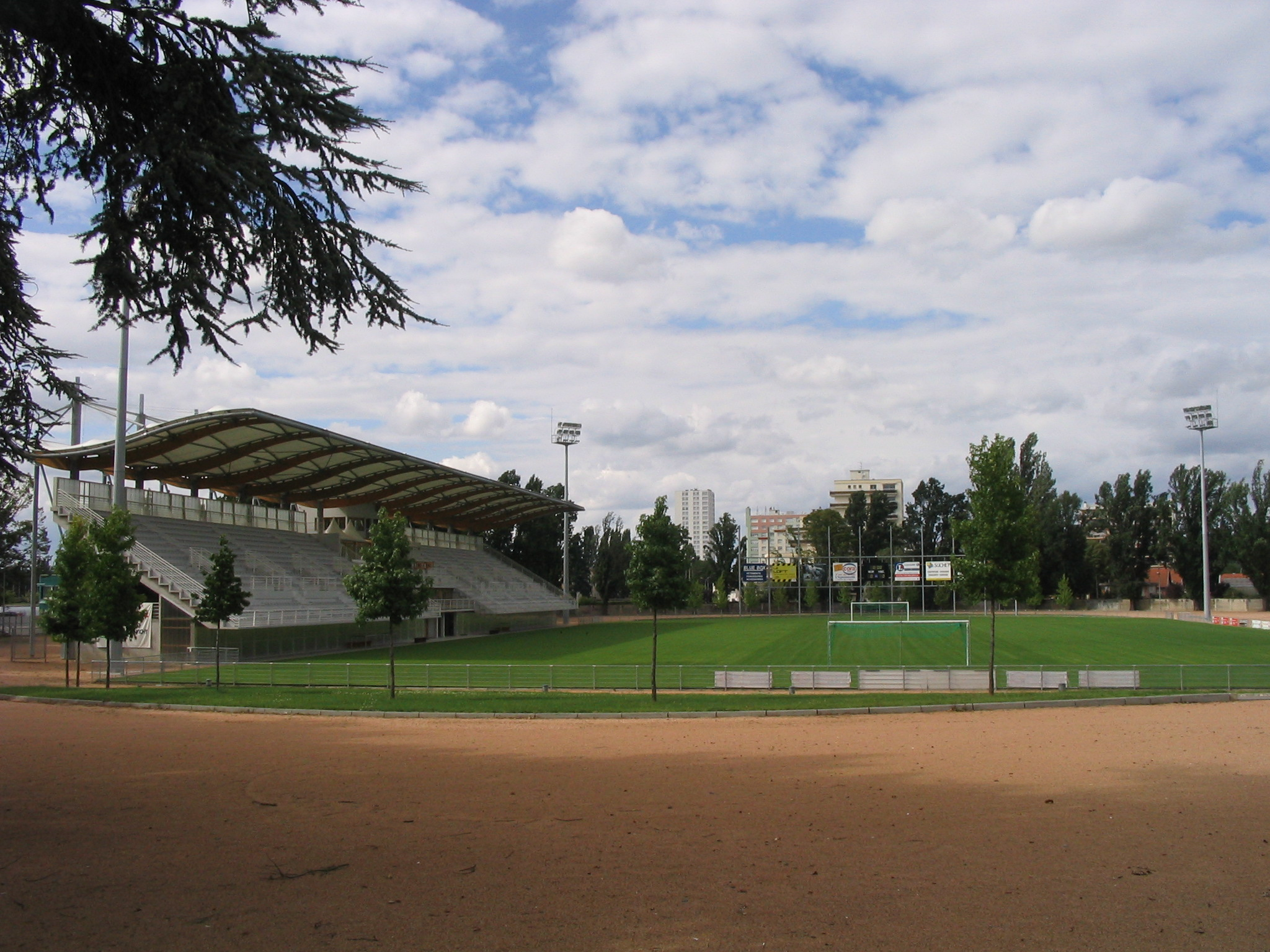
Le stade municipal Louis-Darragon, en 2006.

Le club joue au stade municipal Louis-Darragon.

## Palmarès
- Champion de 6e division (anciennement Division d'honneur Auvergne) : 1948, 1961, 1981 et 1999.
- Champion de 7e division (anciennement Division d'honneur régionale) : 2013 et 2019.

### Bilan saison par saison
| Saison    | Division                       | Classement | Points | J  | V  | N  | D  | Coupe de France                                                         | Source |
| --------- | ------------------------------ | ---------- | ------ | -- | -- | -- | -- | ----------------------------------------------------------------------- | ------ |
| 2006-2007 | DH Auv. (6e div.)              | 9e/14      | ?      | 26 | 10 | 5  | 11 | éliminé au 7e tour par Villefranche-sur-Saône (1-0 le 26 novembre 2006) | [ 2 ]  |
| 2007-2008 | DH Auv. (6e div.)              | 11e/14     | ?      | 26 | 7  | 7  | 11 | ?                                                                       | [ 2 ]  |
| 2008-2009 | DH Auv. (6e div.)              | 3e/14      | ?      | 26 | 11 | 11 | 4  | ?                                                                       | [ 2 ]  |
| 2009-2010 | DH Auv. (6e div.)              | 8e/15      | ?      | 28 | 10 | 7  | 11 | ?                                                                       | [ 2 ]  |
| 2010-2011 | DH Auv. (6e div.)              | 12e/15     | ?      | 28 | 7  | 7  | 14 | ?                                                                       | [ 2 ]  |
| 2011-2012 | DH Auv. (6e div.)              | 14e/14     | ?      | 26 | 5  | 9  | 12 | ?                                                                       | [ 2 ]  |
| 2012-2013 | DHR Auv. (7e div.)             | 1er/12     | ?      | ?  | ?  | ?  | ?  | éliminé au 2e tour par l'AS Ferrières malgré une victoire               | [ 2 ]  |
| 2013-2014 | DH Auv. (6e div.)              | 9e/14      | ?      | 26 | 9  | 6  | 11 | éliminé au 6e tour                                                      | [ 2 ]  |
| 2014-2015 | DH Auv. (6e div.)              | ?          | ?      | ?  | ?  | ?  | ?  | éliminé au 7e tour par Dijon (0-9 le 15 novembre 2014)                  | [ 2 ]  |
| 2015-2016 | DH Auv. (6e div.)              | 5e/14      | 63     | 26 | 8  | 13 | 5  | ?                                                                       | [ 24 ] |
| 2016-2017 | R1 Auv. (6e div.)              | ?          | ?      | ?  | ?  | ?  | ?  | ?                                                                       |        |
| 2017-2018 | R1 AuRA, poule Ouest (6e div.) | 14e/14     | 17     | 26 | 4  | 5  | 17 | ?                                                                       |        |
| 2018-2019 | R2 AuRA, poule A (7e div.)     | 1er/14     | 50     | 22 | 15 | 5  | 2  | ?                                                                       | [ 25 ] |
| 2019-2020 | R1 AuRA, poule A (6e div.)     | 9e/14      | 22     | 18 | 5  | 7  | 6  | ?                                                                       | [ 26 ] |
| 2020-2021 | ?                              | ?          | ?      | ?  | ?  | ?  | ?  | ?                                                                       |        |
| 2021-2022 | ?                              | ?          | ?      | ?  | ?  | ?  | ?  | éliminé au 7e tour par Andrézieux FC (2-1 le 13 novembre 2021)          |        |
| 2022-2023 | R1 AuRA (6e div.)              | 3e/?       | 40     | 22 | 12 | 5  | 5  | ?                                                                       | [ 28 ] |
| 2023-2024 | R1 AuRA (6e div.)              |            |        |    |    |    |    | éliminé au 3e tour par le FC Limonest (4-0 le 17 septembre 2023)        |        |
| 2024-2025 | R2 AuRA (7e div.)              |            |        |    |    |    |    | éliminé au 4e tour par Moulins-Yzeure                                   |        |